# Warwick Brown
Warwick Brown (ur. 24 grudnia 1949 w Sydney) − australijski kierowca wyścigowy.

## Kariera

### Formuła 1 (sezon 1976)
Wystartował w zaledwie jednym wyścigu Formuły 1, który miał miejsce w sezonie 1976 w barwach zespołu Walter Wolf Racing. Brał udział w wyścigu o Grand Prix Stanów Zjednoczonych 1976, do którego startował z 23. pozycji startowej. Ostatecznie zajął 14. miejsce, tracąc do zwycięzcy 5 okrążeń.

### Pozostałe serie wyścigowe
| Sezon | Seria                                              | Poz. | Samochód                                 | Zespół                     |
| ----- | -------------------------------------------------- | ---- | ---------------------------------------- | -------------------------- |
| 1971  | Australijska Formuła 1                             | 7.   | McLaren M4A Cosworth                     | Pat Burke Racing           |
| 1972  | Tasman Series                                      | 13.  | McLaren M10B Chevrolet                   | Pat Burke Racing           |
| 1972  | Australijska Formuła 1                             | 5.   | McLaren M10B Chevrolet                   | Pat Burke Racing           |
| 1973  | Tasman Series                                      | 7.   | Lola T300 Chevrolet                      | Team Target                |
| 1974  | Tasman Series                                      | 6.   | Lola T332 Chevrolet                      | Pat Burke Racing           |
| 1974  | Australijska Formuła 1                             | 8.   | Lola T332 Chevrolet                      | Pat Burke Racing           |
| 1974  | North American SCCA/USAC Formula 5000 Championship | 7.   | Lola T332 Chevrolet                      | Pat Burke Racing           |
| 1975  | Tasman Series                                      | 1.   | Lola T332 Chevrolet                      | Pat Burke Racing           |
| 1975  | North American SCCA/USAC Formula 5000 Championship | 7.   | Talon MR1A Chevrolet                     | Jack McCormack Racing      |
| 1976  | North American SCCA/USAC Formula 5000 Championship | 7.   | Lola T332C Chevrolet Lola T430 Chevrolet | Bay Racing Racing Team VDS |
| 1977  | Rothmans International Series                      | 1.   | Lola T430 Chevrolet                      | Racing Team VDS            |
| 1978  | Rothmans International Series                      | 1.   | Lola T332 Chevrolet                      | Racing Team VDS            |
| 1978  | Can-Am Series                                      | 2.   | Lola T333CS Chevrolet                    | Racing Team VDS            |
| 1979  | Rothmans International Series                      | 3.   | Lola T333CS Chevrolet                    | Racing Team VDS            |